# Leopoldo di Anhalt
Leopoldo Federico Francesco Ernesto di Anhalt-Dessau (Dessau, 18 luglio 1855 – Cannes, 2 febbraio 1886) fu un nobile del ducato di Anhalt.

## Biografia
Era il primogenito maschio che Federico I di Anhalt, duca di Anhalt dal 1871 al 1904, ebbe dalla moglie Antonietta di Sassonia-Altenburg. Fin dalla nascita fu dunque l'erede designato di suo padre e del ducato e per questo intraprese la carriera militare. Col fratello minore Federico, intraprese un Grand Tour che fece tappa a Ginevra, a Bonn ed a Monaco di Baviera dove i due si portarono per studio. Fu membro del Corps Borussia Bonn.
Entrò quindi nell'esercito prussiano come ufficiale, rimanendo in servizio attivo sino al 1883, giungendo al grado di capitano à la suite del 93° reggimento di fanteria "Anhalt", passando poi al 1° reggimento dragoni della guardia.
Fu scelta per lui come moglie la ventitreenne Elisabetta d'Assia-Kassel, che sposò il 26 maggio 1884. Dopo pochi mesi dal matrimonio la sposa risultò essere incinta e nacque una figlia Antonietta. La bambina risultò però essere l'unica nata dalla coppia: Ludovico morì infatti l'anno dopo il 2 febbraio 1886 a Cannes. Il duca Federico I poteva tuttavia continuare a contare sulla successione degli altri tre figli maschi: Federico ed Edoardo, che divennero duchi, e Ariberto, che fu invece reggente per il nipote Gioacchino Ernesto.
Antonietta raggiunse l'età adulta e sposò a Dessau il 26 maggio 1909 il principe Federico di Schaumburg-Lippe, dando alla luce cinque figli e contribuendo così alla sopravvivenza della dinastia Lippe.

## Discendenza
Leopoldo ed Elisabetta ebbero una figlia:
- Antonietta Anna Alessandra (Georgium, 3 marzo 1885-Dessau 3 aprile 1963).

## Ascendenza
|                                                |                                      |                                                       | Genitori                                            |  |  | Nonni |  |  | Bisnonni                                       |  |  | Trisnonni                           |  |
|                                                |                                      |                                                       |                                                     |  |  |       |  |  | Federico, Principe Ereditario di Anhalt-Dessau |  |  | Leopoldo III, Duca di Anhalt-Dessau |  |
|                                                |                                      |                                                       |                                                     |  |  |       |  |  | Federico, Principe Ereditario di Anhalt-Dessau |  |  | Leopoldo III, Duca di Anhalt-Dessau |  |
|                                                |                                      | Margravia Luisa di Brandeburgo-Schwedt                |                                                     |  |  |       |  |  | Federico, Principe Ereditario di Anhalt-Dessau |  |  |                                     |  |
| Leopoldo IV, Duca di Anhalt                    |                                      |                                                       |                                                     |  |  |       |  |  | Federico, Principe Ereditario di Anhalt-Dessau |  |  |                                     |  |
|                                                |                                      | Langravia Amalia d'Assia-Homburg                      | Federico V, Langravio d'Assia-Homburg               |  |  |       |  |  |                                                |  |  |                                     |  |
|                                                |                                      | Langravia Amalia d'Assia-Homburg                      | Federico V, Langravio d'Assia-Homburg               |  |  |       |  |  |                                                |  |  |                                     |  |
|                                                |                                      | Langravia Amalia d'Assia-Homburg                      | Langravia Carolina d'Assia-Darmstadt                |  |  |       |  |  |                                                |  |  |                                     |  |
| Federico I, Duca di Anhalt                     |                                      | Langravia Amalia d'Assia-Homburg                      |                                                     |  |  |       |  |  |                                                |  |  |                                     |  |
|                                                |                                      | Principe Luigi Carlo di Prussia                       | Federico Guglielmo II di Prussia                    |  |  |       |  |  |                                                |  |  |                                     |  |
|                                                |                                      | Principe Luigi Carlo di Prussia                       | Federico Guglielmo II di Prussia                    |  |  |       |  |  |                                                |  |  |                                     |  |
|                                                |                                      | Principe Luigi Carlo di Prussia                       | Principessa Federica Luisa d'Assia-Darmstadt        |  |  |       |  |  |                                                |  |  |                                     |  |
| Principessa Federica Guglielmina di Prussia    |                                      | Principe Luigi Carlo di Prussia                       |                                                     |  |  |       |  |  |                                                |  |  |                                     |  |
|                                                |                                      | Federica di Meclemburgo-Strelitz                      | Carlo II, Duca di Meclemburgo-Strelitz              |  |  |       |  |  |                                                |  |  |                                     |  |
|                                                |                                      | Federica di Meclemburgo-Strelitz                      | Carlo II, Duca di Meclemburgo-Strelitz              |  |  |       |  |  |                                                |  |  |                                     |  |
|                                                |                                      | Federica di Meclemburgo-Strelitz                      | Principessa Federica d'Assia-Darmstadt              |  |  |       |  |  |                                                |  |  |                                     |  |
| Leopoldo, Principe Ereditario di Anhalt        |                                      | Federica di Meclemburgo-Strelitz                      |                                                     |  |  |       |  |  |                                                |  |  |                                     |  |
|                                                | Federico, Duca di Sassonia-Altenburg | Ernesto Federico III, Duca di Sassonia-Hildburghausen |                                                     |  |  |       |  |  |                                                |  |  |                                     |  |
|                                                | Federico, Duca di Sassonia-Altenburg | Ernesto Federico III, Duca di Sassonia-Hildburghausen |                                                     |  |  |       |  |  |                                                |  |  |                                     |  |
|                                                | Federico, Duca di Sassonia-Altenburg | Principessa Ernestina di Sassonia-Weimar              |                                                     |  |  |       |  |  |                                                |  |  |                                     |  |
| Principe Edoardo di Sassonia-Altenburg         | Federico, Duca di Sassonia-Altenburg |                                                       |                                                     |  |  |       |  |  |                                                |  |  |                                     |  |
|                                                |                                      | Duchessa Carlotta Giorgina di Meclemburgo-Strelitz    | Carlo II, Duca di Meclemburgo-Strelitz              |  |  |       |  |  |                                                |  |  |                                     |  |
|                                                |                                      | Duchessa Carlotta Giorgina di Meclemburgo-Strelitz    | Carlo II, Duca di Meclemburgo-Strelitz              |  |  |       |  |  |                                                |  |  |                                     |  |
|                                                |                                      | Duchessa Carlotta Giorgina di Meclemburgo-Strelitz    | Principessa Federica d'Assia-Darmstadt              |  |  |       |  |  |                                                |  |  |                                     |  |
| Principessa Antonietta di Sassonia-Altenburg   |                                      | Duchessa Carlotta Giorgina di Meclemburgo-Strelitz    |                                                     |  |  |       |  |  |                                                |  |  |                                     |  |
|                                                |                                      | Carlo, Principe di Hohenzollern-Sigmaringen           | Antonio Luigi, Principe di Hohenzollern-Sigmaringen |  |  |       |  |  |                                                |  |  |                                     |  |
|                                                |                                      | Carlo, Principe di Hohenzollern-Sigmaringen           | Antonio Luigi, Principe di Hohenzollern-Sigmaringen |  |  |       |  |  |                                                |  |  |                                     |  |
|                                                |                                      | Carlo, Principe di Hohenzollern-Sigmaringen           | Principessa Amalia Zefirina di Salm-Kyrburg         |  |  |       |  |  |                                                |  |  |                                     |  |
| Principessa Amalia di Hohenzollern-Sigmaringen |                                      | Carlo, Principe di Hohenzollern-Sigmaringen           |                                                     |  |  |       |  |  |                                                |  |  |                                     |  |
|                                                |                                      | Maria Antonietta Murat                                | Pierre Murat                                        |  |  |       |  |  |                                                |  |  |                                     |  |
|                                                |                                      | Maria Antonietta Murat                                | Pierre Murat                                        |  |  |       |  |  |                                                |  |  |                                     |  |
|                                                |                                      | Maria Antonietta Murat                                | Louise d'Astorg                                     |  |  |       |  |  |                                                |  |  |                                     |  |
|                                                |                                      | Maria Antonietta Murat                                |                                                     |  |  |       |  |  |                                                |  |  |                                     |  |